# Eco-Rom Ambalaje
Eco-Rom Ambalaje este o companie care se ocupă de recuperarea și reciclarea deșeurilor din România.
A fost înființată ca organizație la sfârșitul lui 2003 de un grup de companii care activează în România.
Membrii fondatori sunt Argus, Ball Packaging Europe, Chipita Romania, Coca-Cola HBC Romania, Heineken, Mars Romania, Munplast, Pepsi Americas, Romaqua Group Borsec, Tetrapak, Unilever, Titan.
Din 2004, Eco-Rom Ambalaje și-a început activitatea ca societate, cu 81 de companii care au aderat la sistemul companiei.
Modelul este inspirat din Uniunea Europeană, unde pe ambalajele produselor de bază este imprimată o bulină verde - simbolul firmei care se ocupă de reciclare.
În România, Eco-Rom are grijă ca firmele pe care le reprezintă să-și îndeplinească obligațiile de colectare și reciclare.
Cantitatea totală de deșeuri recuperată de companie a fost de 340.000 de tone în 2008
și 320.000 de tone în 2009.
Număr de angajați în 2012: 38
Cifra de afaceri:
- 2012: 11,6 milioane euro[5]
- 2009: 8 milioane euro[2]
- 2008: 8,9 milioane euro[2]